# Diana Taurasi
Diana Lurena Taurasi (Chino, 11 giugno 1982) è un'ex cestista statunitense.
Ha giocato dal 2004 al 2024 nella WNBA e dal 2005 al 2017 ha militato anche in diverse squadre europee. Ha ricevuto una menzione d'onore in occasione della scelta della WNBA All-Decade Team, il roster delle migliori 10 giocatrici militanti nel campionato statunitense nei suoi primi 10 anni (1997-2006), nonostante fosse nella lega da soli due anni.

## Carriera
Figlia di un ex portiere italiano e di un'argentina, fu notata nella sua high school, quando nel 2000 le fu assegnato il Naismith Prep Player of the Year. È cresciuta nella squadra universitaria del Connecticut, con cui ha vinto tre titoli NCAA. Nel 2001 fu protagonista con la nazionale statunitense juniores ai mondiali, conclusi al terzo posto.
Dal 2004 gioca nelle Phoenix Mercury, squadra in cui è arrivata come prima scelta al Draft WNBA. Al suo esordio nella WNBA, ha vinto il WNBA Rookie of the Year Award. Nel 2005 ha vinto l'NBA Shooting Stars Competition con Shawn Marion e Dan Majerle all'All-Star Weekend. Nel 2007 occupava l'ottavo posto tra le migliori marcatrici di sempre del campionato americano.
Nel 2005 ha iniziato a giocare nei campionati invernali europei: per un anno ha vestito la maglia della Dinamo Mosca e nel 2006 è passata alla Spartak Regione di Mosca. Con quest'ultima ha vinto l'Eurolega.
Come membro della Nazionale di pallacanestro femminile degli Stati Uniti d'America ha partecipato a sei edizioni dei Giochi olimpici (2004, 2008, 2012, 2016, 2020, 2024), vincendo in tutte la medaglia d'oro.

## Vita privata
Nel 2017 ha sposato l'ex compagna di squadra Penny Taylor, dalla quale ha avuto un figlio, nato nel 2018, e una figlia, nata nel 2021.

## Statistiche
- Massimo di punti: 47 vs Houston Comets (10 agosto 2006)
- Massimo di rimbalzi: 13 vs New York Liberty (26 luglio 2009)
- Massimo di assist: 14 (2 volte)
- Massimo di palle rubate: 7 vs Minnesota Lynx (8 agosto 2006)
- Massimo di stoppate: 5 (3 volte)

Dati aggiornati il 31 dicembre 2018

### Regular season
| Stagione | Squadra         | Competizione    | Partite | Partite | Partite | Statistiche tiro | Statistiche tiro | Statistiche tiro | Altre statistiche | Altre statistiche | Altre statistiche | Altre statistiche | Altre statistiche |
| Stagione | Squadra         | Competizione    | Pres.   | Titol.  | Minuti  | Tiri da 2        | Tiri da 3        | Liberi           | Rimb.             | Assist            | Rubate            | Stopp.            | Punti             |
| --- | --------------- | --------------- | ------- | ------- | ------- | ---------------- | ---------------- | ---------------- | ----------------- | ----------------- | ----------------- | ----------------- | ----------------- |
| 2004 | Phoenix Mercury | WNBA            | 34      | 34      | 1130    | 209/503          | 62/188           | 98/129           | 149               | 132               | 43                | 25                | 578               |
| 2005 | Phoenix Mercury | WNBA            | 33      | 33      | 1089    | 175/427          | 56/179           | 121/151          | 138               | 150               | 38                | 28                | 527               |
| 2006 | Phoenix Mercury | WNBA            | 34      | 34      | 1152    | 298/660          | 121/305          | 143/183          | 122               | 139               | 42                | 27                | 860               |
| 2007 | Phoenix Mercury | WNBA            | 32      | 32      | 1025    | 206/468          | 95/259           | 106/127          | 135               | 137               | 45                | 34                | 613               |
| 2008 | Phoenix Mercury | WNBA            | 34      | 34      | 1083    | 258/579          | 89/247           | 215/247          | 172               | 121               | 46                | 46                | 820               |
| 2009 | Phoenix Mercury | WNBA            | 31      | 31      | 976     | 200/434          | 79/194           | 152/170          | 178               | 109               | 36                | 43                | 631               |
| 2010 | Phoenix Mercury | WNBA            | 31      | 31      | 998     | 212/497          | 80/214           | 198/217          | 132               | 146               | 38                | 19                | 702               |
| 2011 | Phoenix Mercury | WNBA            | 32      | 32      | 965     | 208/463          | 81/205           | 195/216          | 101               | 114               | 24                | 20                | 692               |
| 2012 | Phoenix Mercury | WNBA            | 8       | 8       | 166     | 34/78            | 17/43            | 27/30            | 13                | 18                | 4                 | 4                 | 112               |
| 2013 | Phoenix Mercury | WNBA            | 32      | 32      | 1032    | 200/439          | 69/199           | 182/213          | 134               | 197               | 22                | 15                | 651               |
| 2014 | Phoenix Mercury | WNBA            | 33      | 33      | 1018    | 171/377          | 62/170           | 132/151          | 125               | 185               | 22                | 10                | 536               |
| 2016 | Phoenix Mercury | WNBA            | 33      | 33      | 984     | 180/455          | 89/254           | 140/154          | 99                | 128               | 31                | 4                 | 589               |
| 2017 | Phoenix Mercury | WNBA            | 31      | 31      | 883     | 168/420          | 96/250           | 124/136          | 92                | 83                | 16                | 10                | 556               |
| 2018 | Phoenix Mercury | WNBA            | 33      | 33      | 989     | 202/453          | 106/277          | 172/186          | 115               | 176               | 30                | 8                 | 682               |
| Totale carriera | Totale carriera | Totale carriera | 431     | 431     | 13489   | 2721/6253 43,5%  | 1102/2984 36,9%  | 2005/2310 86,8%  | 1705              | 1835              | 437               | 293               | 8549              |
| Nota: per la NBA, la WNBA e la NCAA, la colonna "Tiri da 2" comprende la somma dei tiri dal campo (tiri da 2 + tiri da 3). |                 |                 |         |         |         |                  |                  |                  |                   |                   |                   |                   |                   |

### Play-off
| Stagione | Squadra         | Competizione    | Partite | Partite | Partite | Statistiche tiro | Statistiche tiro | Statistiche tiro | Altre statistiche | Altre statistiche | Altre statistiche | Altre statistiche | Altre statistiche |
| Stagione | Squadra         | Competizione    | Pres.   | Titol.  | Minuti  | Tiri da 2        | Tiri da 3        | Liberi           | Rimb.             | Assist            | Rubate            | Stopp.            | Punti             |
| --- | --------------- | --------------- | ------- | ------- | ------- | ---------------- | ---------------- | ---------------- | ----------------- | ----------------- | ----------------- | ----------------- | ----------------- |
| 2007 | Phoenix Mercury | WNBA            | 9       | 9       | 299     | 64/127           | 32/82            | 19/26            | 39                | 27                | 13                | 7                 | 179               |
| 2009 | Phoenix Mercury | WNBA            | 11      | 11      | 362     | 82/182           | 31/85            | 50/56            | 65                | 42                | 8                 | 14                | 245               |
| 2010 | Phoenix Mercury | WNBA            | 4       | 4       | 125     | 26/55            | 13/24            | 9/11             | 21                | 15                | 7                 | 3                 | 74                |
| 2011 | Phoenix Mercury | WNBA            | 5       | 5       | 156     | 33/83            | 8/28             | 26/28            | 16                | 12                | 1                 | 1                 | 100               |
| 2013 | Phoenix Mercury | WNBA            | 5       | 5       | 186     | 30/90            | 6/34             | 38/40            | 26                | 30                | 8                 | 1                 | 104               |
| 2014 | Phoenix Mercury | WNBA            | 8       | 8       | 259     | 62/126           | 22/57            | 29/34            | 34                | 46                | 8                 | 4                 | 175               |
| 2016 | Phoenix Mercury | WNBA            | 5       | 5       | 154     | 35/68            | 16/37            | 32/33            | 13                | 14                | 1                 | 3                 | 118               |
| 2017 | Phoenix Mercury | WNBA            | 5       | 5       | 159     | 27/66            | 12/34            | 20/26            | 14                | 19                | 3                 | 0                 | 86                |
| 2018 | Phoenix Mercury | WNBA            | 7       | 7       | 247     | 51/107           | 26/62            | 19/22            | 31                | 42                | 6                 | 4                 | 147               |
| Totale carriera | Totale carriera | Totale carriera | 59      | 59      | 1946    | 410/904 45,4%    | 166/443 37,5%    | 242/276 87,7%    | 259               | 247               | 55                | 37                | 1228              |
| Nota: per la NBA, la WNBA e la NCAA, la colonna "Tiri da 2" comprende la somma dei tiri dal campo (tiri da 2 + tiri da 3). |                 |                 |         |         |         |                  |                  |                  |                   |                   |                   |                   |                   |

## Palmarès

### NCAA
- Campionessa NCAA: 3

2002,2003, 2004
- NCAA Basketball Tournament Most Outstanding Player: 3

2002,2003, 2004

### WNBA
- Campionato WNBA: 3

Phoenix Mercury: 2007, 2009, 2014
- WNBA Most Valuable Player: 1

2009
- WNBA Finals Most Valuable Player: 2

2009, 2014
- WNBA Rookie of the Year (2004)
- All-WNBA First Team: 10

2004, 2006, 2007, 2008, 2009, 2010, 2011, 2013, 2014, 2018
- All-WNBA Second Team: 4

2005, 2016, 2017, 2020
- Migliore marcatrice WNBA: 5

2006, 2008, 2009, 2010, 2011
- Miglior tiratrice di liberi WNBA (2018)

### Tornei europei
- EuroLega: 4

2007, 2008, 2009, 2010
- Campionato russo: 2

Spartak Mosca: 2006-07, 2007-08

### Nazionale
- Oro olimpico: 6

Atene 2004, Pechino 2008, Londra 2012, Rio de Janeiro 2016, Tokyo 2020, Parigi 2024.
- FIBA World Cup All-Tournament Teams: 3

2006, 2010, 2018

## Record
- Unica giocatrice WNBA ad aver raggiunto i 10.000 punti in carriera.